# Mesoligia centrifasciata
Mesoligia centrifasciata là một loài bướm đêm trong họ Noctuidae.